# Marina De Caro
Marina Laura De Caro (Mar del Plata, Argentina, 18 de febrero de 1961) es una artista plástica, docente y licenciada en Historia del Arte en la Facultad de Filosofía y Letras, de la Universidad de Buenos Aires. Coordinó el Proyecto Trama, programa internacional de cooperación y confrontación entre artistas. Ganadora del premio Konex de platino en Artes Visuales en 2012. Vive y trabaja en Buenos Aires.

## Formación y carrera profesional
De Caro estudió en la Escuela Nacional de Bellas Artes Prilidiano Pueyrredón, a la cual ingresó en 1979. Luego hizo la licenciatura en Historia del Arte en la Facultad de Filosofía y Letras, de la Universidad de Buenos Aires; al mismo tiempo asistió a los talleres de Pepe Cáceres y Julio Flores.
De Caro aborda el arte textil, el dibujo, la cerámica, la instalación, el performance y la educación artística. El primer material que trabajó fue la lana; en ella se hallan implícitos los temas que le preocuparían una y otra vez: por un lado, el color y la línea, que luego se cristalizan en sus dibujos e instalaciones; también el carácter corporal de la lana que se usa como prenda pegada al cuerpo, el mismo cuerpo que se planta en la escena del performance.
Coordinó el Proyecto Trama, programa internacional de cooperación y confrontación entre artistas. Realizó el Proyecto Pedagógico Artistas en disponibilidad: la educación como un espacio para el desarrollo de micrópolis experimentales, de la Séptima Bienal del Mercosur Grito e Escuta. Recibió las becas del European Ceramic Workcenter (Holanda, 2010); Guillermo Kuitca para artistas jóvenes (1997-98); y Artes Plásticas (Creación) del FNA (PK) (1999). Entre sus muestras individuales: Los trabajos y los días contra horas reloj (2007); Tragedia griega, Galería Alberto Sendros (2005); Aguas de marzo, Galería Alberto Sendros (2003); El valor de las cosas, Lelé de Troya, ArteBA (2002); Domingo X027, instalación, Gara (2001); Dibujos, CC Borges (2000); Ovillo sin punta, Gara (1999); Tricot, ICI, (1998). Muestras colectivas: Cromofagia, CC Borges, Gara (2004) y ARCO, Galería Gara Madrid (España, 2001). Performances: Binarios: Lenguaje Secreto, Fundación Banco Patricios (1996) y Pelambres, CC Recoleta (1995). Recibió el Premio Leonardo de la Asociación de Críticos y el MNBA y el Premio a la Creatividad del FNA.

### Exposiciones individuales y proyectos
| Año  | Proyecto                                                                   | Lugar                                                 |
| ---- | -------------------------------------------------------------------------- | ----------------------------------------------------- |
| 1998 | Tricot                                                                     | Instituto de Cooperación Iberoamericana, Buenos Aires |
| 1999 | Ovillo sin Punta                                                           | Galeria Gara, Buenos Aires                            |
| 2000 | Dibujos                                                                    | Centro Cultural Borges, Buenos Aires                  |
| 2001 | Domingo X027                                                               | Galería Gara, Buenos Aires                            |
| 2002 | El Valor de las Cosas                                                      | Galería Lelé de Troya en ArteBA, Buenos Aires         |
| 2003 | Aguas de marzo                                                             | Galería Alberto Sendros, Buenos Aires                 |
| 2005 | Tragedia Griega                                                            | Galería Alberto Sendros, Buenos Aires                 |
| 2007 | Los trabajos y los días contra horas-reloj                                 | Galerí Ruth Benzacar, Buenos Aires                    |
| 2008 | Marina De Caro                                                             | Museo de Bellas Artes de la Provincia de Corrientes   |
| 2009 | La belleza es de los artistas cuando la felicidad es compartida            | 5.ª Bienal Internacional de arte Textil, Buenos Aires |
| 2010 | La marea estaba… nosotros también, Proyecto a 4 manos junto a Pablo Besse. | Galería SAPO, Buenos Aires                            |
| 2011 | Turista en un agujero negro.                                               | Galerá Ruth Benzacar, Buenos Aires                    |
| S/F  | My head wants to create a World                                            | Galerie Vanessa Quang, Paris                          |
| S/F  | En Circulación                                                             | Espacio Vox, Bahía Blanca                             |

### Performances
| Año  | Performance                                                                 | Lugar                                                                                 |
| ---- | --------------------------------------------------------------------------- | ------------------------------------------------------------------------------------- |
| 1993 | Hard-pop image, esculturas vestibles                                        | Espacio Giesso, Buenos Aires.                                                         |
| 1995 | Con Cuerpo y Alma de T.V.                                                   | 1er Festival Internacional de Video y Artes Electrónicas, Museo Renault, Buenos Aires |
| 1996 | Binarios: Lenguaje Secreto                                                  | Jornadas de Arte Argentino de siglo XX, Fundación Banco Patricios, Buenos Aires.      |
| 2000 | Uno                                                                         | Salón “Alberto Heredia” para nuevos medios, Museo Eduardo Sívori, Buenos Aires        |
| 2007 | 4 ojos o dependiendo de tu humor, Video/Performance                         | American Society, Nueva York                                                          |
| 2009 | La belleza es de os artistas cuando la felicidad es compartida              | Buenos Aires                                                                          |
| 2011 | El mito de lo posible.                                                      | Biennnale de Lyon, Lyon                                                               |
| 2011 | Consultorios a la hora del Vermouth, junto a Mariela Scafati y Ana Gallardo | CIA, Buenos Aires                                                                     |
| 2012 | Make a Wish                                                                 | Maison de l’Amérique Latine, Paris                                                    |
| S/F  | Pelambres, Instalación y performance, “A, e, i, u o”.                       | Centro Cultural Recoleta, Buenos Aires                                                |

### Premios, Becas y Residencias
| Año     | Premio o Beca | Lugar         |
| ------- | --- | ------------- |
| 1990    | 2.ª Bienal de Arte Joven, Indumentaria. | Buenos Aires  |
| 1996/97 | Ternada en el rubro "Experiencias" por la Asociación Argentina de Críticos de Arte, Sección Nacional de la Asociación Internacional de Críticos de Arte, por la Performance en Fundación Banco Patricios, Binarios: Lenguaje secreto |               |
| 1997    | 3er Premio de Pintura Fundación Federico Klemm | Buenos Aires  |
| 1998    | Beca Kuitca | Buenos Aires  |
| 1999    | Premio Leonardo, otorgado por la Asociación de Críticos y el Museo Nacional de Bellas Artes |               |
| 2000    | Premio a la creatividad, Fondo Nacional de las Artes | Buenos Aires  |
| 2002    | Premio Diploma al Mérito en Arte Textil por la Fundación Konex | Buenos Aires  |
| 2007    | Residencias Internacional Argentina de Artistas | Ostende       |
| 2010    | Residencia en European Ceramic Workcenter | Países Bajos. |
| 2011    | Conversation Pieces, Sunday Morning EKWC | Países Bajos  |
| 2012    | Premio Konex de Platino de Artes Visuales en la categoría de Arte Textil por la Fundación Konex | Buenos Aires  |
| 2012    | Premio Diploma al Mérito en Arte Textil por la Fundación Konex | Buenos Aires  |
| 2021    | Premio Adquisición de Artes Visuales 8M | Buenos Aires  |